# Kopalnia Węgla Kamiennego Julian
Kopalnia Węgla Kamiennego Julian – kopalnia węgla kamiennego, działająca od 1 grudnia 1954 roku  do 1 lipca 1999 roku. Kopalnia znajdowała się w Piekarach Śląskich . Patronem był Julian Marchlewski.

## Historia
22 lutego 1951 roku minister górnictwa powołał skład dyrekcji budowy kopalni „Julian”.
W 1952 roku utworzono przedsiębiorstwo „Kopalnia Węgla Kamiennego Julian w budowie”. Kopalnia powstawała początkowo z peryferyjnego szybu kopalni Radzionków , nazwanego później Julian II; szyb później spełniał rolę wentylacyjną. W czasie budowy zamontowano urządzenie wyciągowe pochodzące z szybu Henryk kopalni Bolesław Chrobry znajdującej się w Wałbrzychu.
1 grudnia 1954 roku nastąpiła uroczystość otwarcia kopalni i tym samym oddano zakład do eksploatacji .
Głównym szybem wydobywczym był Julian I, z którego eksploatowano poziom 284 m.
Kopalnia była częścią Bytomskiego Zjednoczenia Przemysłu Węglowego, a następnie, od 1 stycznia 1976 roku została wcielona do Dąbrowskiego Zjednoczenia Przemysłu Węglowego .
1 lipca 1999 roku z części majątku i obszaru górniczego kopalni Julian utworzono Zakład Górniczy „Piekary”, który 1 stycznia 2012 roku zmienił nazwę na Kopalnię Węgla Kamiennego Piekary.

## Wydobycie
Wydobycie węgla kamiennego wyniosło:
- 2 026 950 ton w 1970 roku[1]
- 2 803 0341 ton w 1979 roku[1]